# Vladimir Kenigson
Vladimir Kenigson (en russe : Владимир Владимирович Кенигсон), né le 7 novembre 1907 à Simferopol dans l'Empire russe et mort le 17 novembre 1986 à Moscou (Union soviétique), est un acteur soviétique. 
La voix russe de Louis de Funes.

## Filmographie partielle
- 1949 : La Chute de Berlin (Падение Берлина) de Mikhaïl Tchiaoureli
- 1951 : L'Inoubliable 1919 (Незабываемый 1919 год) de Mikhaïl Tchiaoureli
- 1955 : La Route (Дорога) de Aleksandr Stolper
- 1957 : Des verstes sous le feu (Огненные вёрсты) de Samson Samsonov
- 1966 : Deux Billets pour une séance de jour (Два билета на дневной сеанс) de Herbert Rappaport
- 1968 : Frapper! Frapper encore! (Удар! Ещё удар!) de Viktor Sadovski (ru) : président de la société Zaria
- 1973 : Dix-sept Moments de printemps (Семнадцать мгновений весны) de Tatiana Lioznova
- 1975 : La Dernière Victime (Последняя жертва) de Piotr Todorovski : Salay

## Récompenses et nominations

### Récompenses
- 1982 : Artiste du peuple de l'URSS